# Alpes do Tauern ocidentais
Os  Alpes do Tauern ocidentais  (em alemão:  Westliche Tauernalpen, e em italiano:  Alpi dei Tauri occidentali) é um maciço montanhoso que se encontram principalmente na região do Tirol na Áustria, e muito marginalmente na Itália. O cume mais alto é o Großglockner   com 3.798 m.

## SOIUSA
A Subdivisão Orográfica Internacional Unificada do Sistema Alpesno (SOIUSA) dividiu em 2005 os Alpes em duas grandesPartes: Alpes Ocidentais e Alpes Orientais, separados pela linha formada pelo  Rio Reno - Passo de Spluga - Lago de Como - Lago de Lecco.
A secção alpina dos Alpes do Tauern ocidentais é formada pelos Alpes de Zillertal , Alpes Tauern, Alpes de Pusteria e o Grupo de Kreuzeck.

### Classificação  SOIUSA
Segundo a SOIUSA este acidente geográfico é uma Secção alpina  com as seguintes características:
- Parte = Alpes Orientais
- Grande sector alpino = Alpes Orientais-Centro
- Secção alpina = Alpes do Tauern ocidentais
- Código = II/A-17

## Galeria

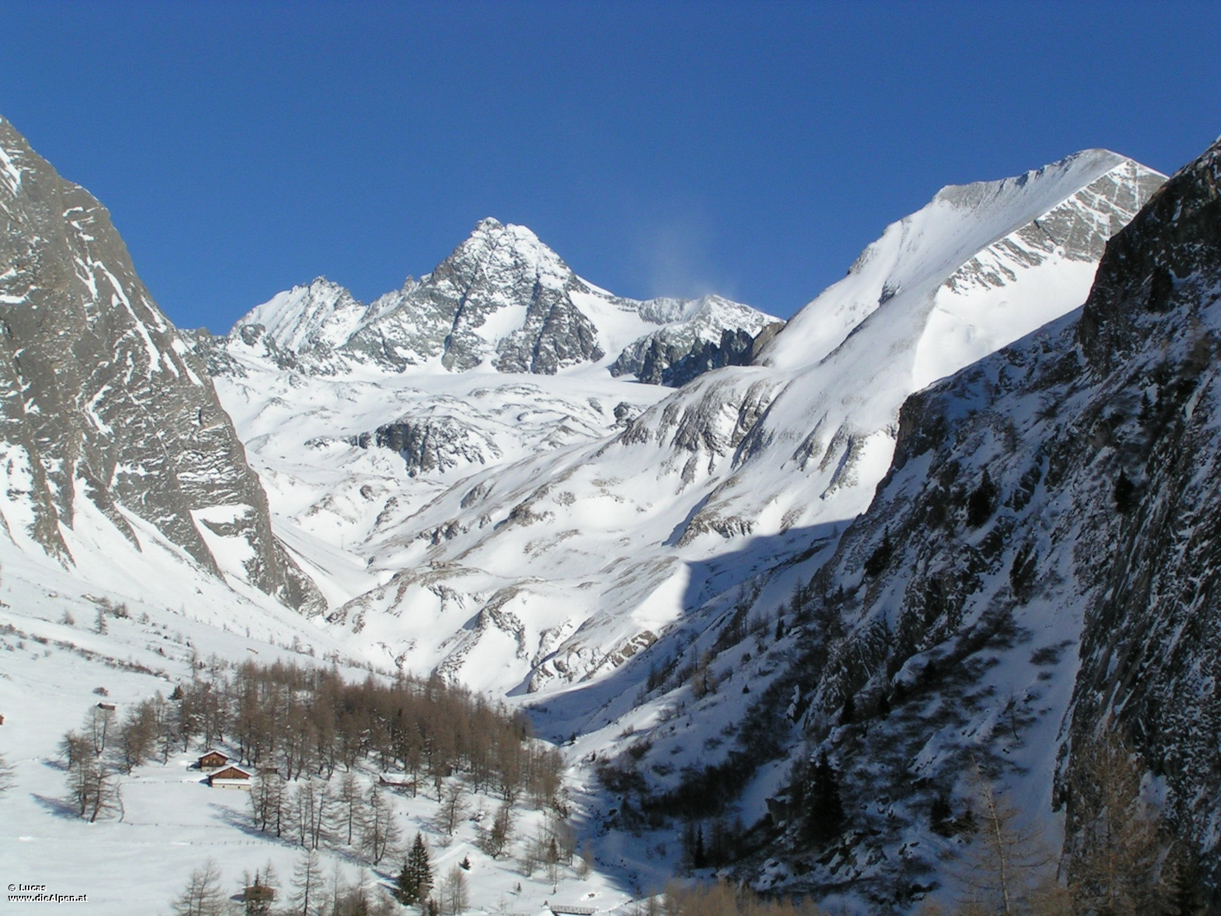
Vista da face Sul do Großglockner
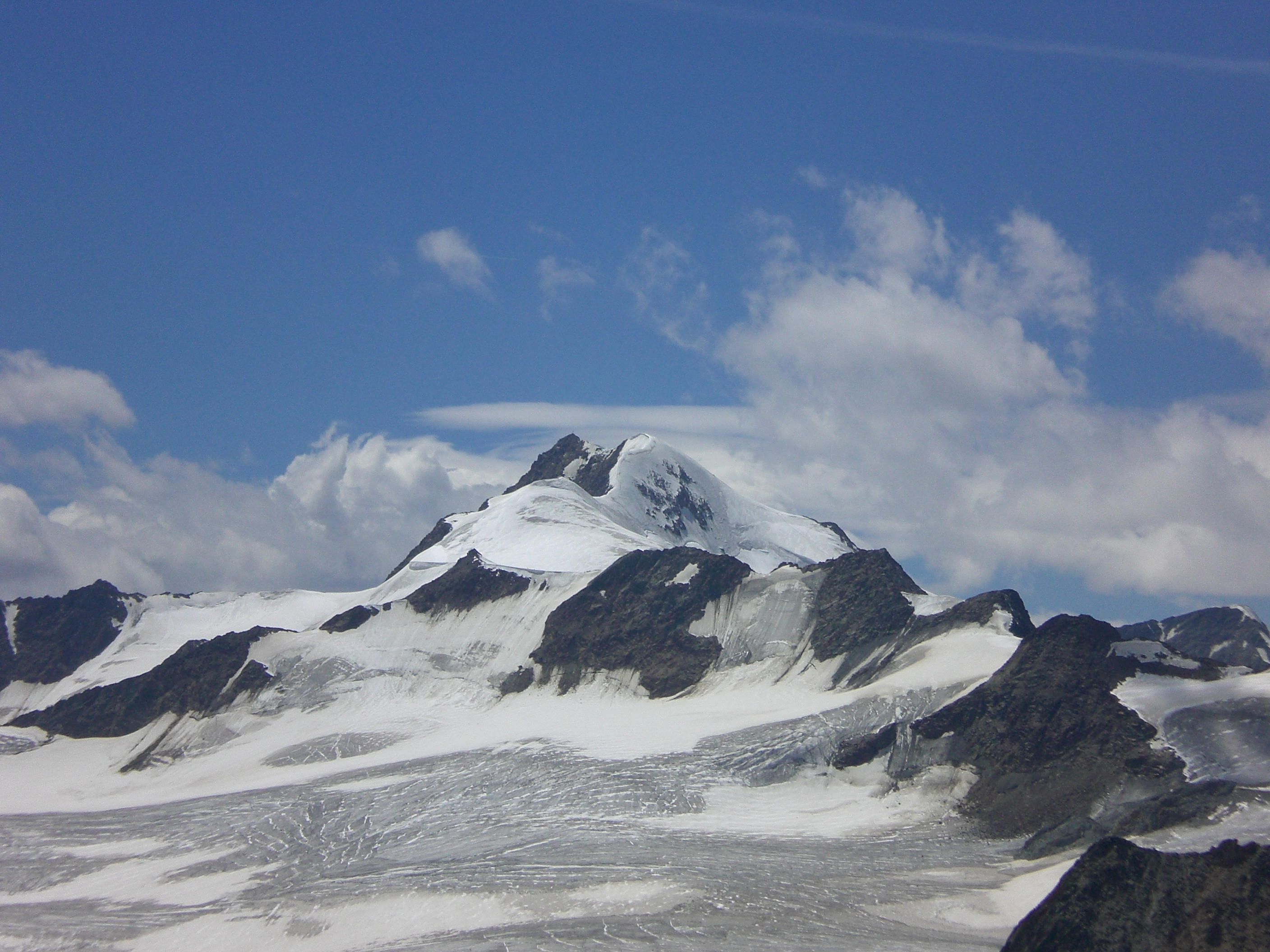
O Großglockner, a montanha mais alta dos alpes
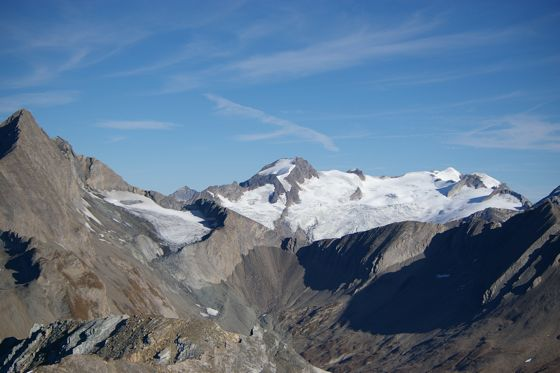
O Dreiherrnspitze, Na fronteira entre a Áustria e a Itália